# Konstantyn (Chomicz)
Konstantyn, imię świeckie Konstantin Andriejewicz Chomicz (ur. 29 października?/11 listopada 1911 w Bobryku w rejonie łohiszyńskim, zm. 2000) – białoruski biskup prawosławny.

## Życiorys
Absolwent seminarium duchownego w Wilnie (1935). Rok po uzyskaniu średniego wykształcenia teologicznego, jako mężczyzna żonaty, przyjął święcenia diakońskie, a następnie kapłańskie. Służył jako proboszcz parafii Narodzenia Matki Bożej w Ochowie na ziemi pińskiej. Po II wojnie światowej przeszedł razem z całą eparchią w jurysdykcję Patriarchatu Moskiewskiego. Do 1956 prowadził pracę duszpasterską na ziemi pińskiej, następnie był proboszczem cerkwi św. Mikołaja w Dobruszu, a od 1962 do 1970 – cerkwi Zaśnięcia Matki Bożej w Krasnem (obwód homelski). W 1969, po śmierci małżonki, złożył wieczyste śluby mnisze, zachowując dotychczasowe imię.
Rok po wstąpieniu do monasteru został przełożonym klasztoru Zaśnięcia Matki Bożej w Żyrowiczach. W 1987 został wyświęcony na biskupa pińskiego, wikariusza eparchii mińskiej i słuckiej. Dwa lata później objął zarząd samodzielnej eparchii pińskiej i łuninieckiej. W 1990 został pierwszym biskupem brzeskim, pięć lat później podniesiony do godności arcybiskupiej. Urząd sprawował do śmierci w 2000.